# Citadel: Honey Bunny
Citadel: Honey Bunny è una serie televisiva indiana ideata da Sita R. Menon e diretta da Raj Nidimoru e Krishna D.K. Secondo spin-off e prequel di Citadel vede protagonisti Varun Dhawan e Samantha Ruth Prabhu. La serie ha debuttato il 7 novembre 2024 su Prime Video.

## Trama

### 1992
Rahi "Bunny" Gambhir lavora come controfigura a Bollywood, ma conduce una vita segreta come spia per Guru alias "Baba". La squadra di Bunny è composta da Chacko e Ludo, che sono come una famiglia per lui. Un giorno, Bunny incontra Hanimandakini HoneyRaj, un'attrice in difficoltà e figlia illegittima di una famiglia reale nell'Andhra Pradesh. Iniziano ad avvicinarsi e alla fine lui le chiede di unirsi a lui in una missione. Honey accetta, ma le cose vanno male quando vengono intercettati dagli agenti di Citadel, guidati da Shaan, e lei viene colpita. Honey si riprende a casa di Bunny e lui le rivela il suo passato e la sua vita segreta come spia. Si innamorano e Honey decide di diventare un agente, dove Bunny la addestra e alla fine la lascia entrare nella squadra.
La loro missione successiva li porta a Belgrado per rintracciare il dottor Raghu Rao, che dovrebbe essere lì per acquistare un dispositivo chiamato Armada dal dottor Pavel. Armada è un gadget ad alta tecnologia che può rintracciare individui importanti ed è prezioso nel traffico di armi. Honey scopre quindi di essere incinta e scopre che Raghu è un civile innocente. Bunny le promette che Raghu non verrà ferito, ma Baba gli ordina di ucciderlo comunque. Devastata da ciò, Honey fa trapelare la posizione di Baba a Citadel e lo fa arrestare. Honey rivela la sua gravidanza a Bunny e scappa con l'Armada. Tuttavia, Kedar KD, una nuova recluta, attacca l'auto di Honey, apparentemente uccidendola. Bunny viene licenziato dall'agenzia.

### 2000
Honey è sopravvissuta e ora vive nascosta con sua figlia Nadia, a Nainital. I nuovi agenti di Baba alla fine li rintracciano per recuperare l'Armada. Bunny, che ora lavora come cantante a Bucarest, scopre che Honey e sua figlia sono ancora vivi tramite una chat online protetta con Ludo. Bunny si riunisce a Chacko e iniziano a cercare Honey. KD viene mandato a dare la caccia a Honey, ma Bunny lo intercetta alla Base 33 e uccide la sua squadra, allertando Baba. Honey porta Nadia al palazzo ancestrale nell'Andhra Pradesh dove è nata e cresciuta e le racconta del suo passato.
Bunny, Chacko e Ludo individuano una base di Citadel a Mumbai e seguono le tracce di Honey. Scoprono che Zooni Shatsang, la direttrice di Citadel in India, ha lavorato con Baba e lo ha persino aiutato a fuggire dalla custodia di Citadel nel 1999, poiché era suo marito, il migliore amico di Rinzy ed ex agente di Citadel. Honey passa queste informazioni a Shaan, un collega di Zooni, che la arresta. Nel frattempo, Bunny va da Baba e distrugge l'Armada davanti a lui, minacciandolo di non fare del male alla sua famiglia.
Honey e Bunny si riorganizzano nel palazzo ancestrale, ma KD e il suo team riescono a rintracciarli e ad attaccarli, ignorando gli ordini di Baba di non attaccarli; KD continua l'assalto. Il palazzo è in rovina, ma Honey, Bunny e Nadia riescono a scappare per un pelo. Vengono nuovamente attaccati da KD e Bunny lascia scappare Honey e Nadia, mentre lui resta indietro per affrontarlo. In uno scontro finale, si sparano a vicenda, ma sopravvivono; Bunny convince KD a vedere come Baba ha manipolato giovani reclute come loro per tutto il tempo. Altri agenti arrivano per catturare Bunny e Honey, ma Bunny è pronto a reagire.

## Episodi
| Stagione       | Episodi | Pubblicazione |
| -------------- | ------- | ------------- |
| Prima stagione | 6       | 2024          |

## Personaggi e interpreti

### Principali
- Rahi Gambhir / Bunny, interpretato da Varun Dhawan, doppiato da Alessandro Tiberi.
 Principale agente di Vishwa, stuntman nei film, addestra e recluta Honey.
- Principessa Hanimandakini "Honey" Raj, interpretata da Samantha, doppiata da Veronica Puccio.
Figlia di un raja dell'India meridionale che abbandona la sua vita per diventare attrice. A causa delle difficoltà nell'affermarsi nel mondo del cinema, decide di diventare un agente per il maestro Vishwa.
- Maestro Vishwa, interpretato da Kay Kay Menon, doppiato da Andrea Lavagnino.
Capo di una nuova fondazione e mentore di Bunny e KD, che uccise il marito di Zooni in passato, tradendo Citadel.
- Nadia, interpretata da Kashvi Majmundar, doppiata da Sveva Lucentini.
Giovane figlia di Bunny e Honey.
- Zooni, interpretata da Simran, doppiata da Francesca Fiorentini.
Capo di Citadel India che ha avviato il progetto Talwar per monitorare le mosse dell'agenzia nemica.
- KD, interpretato da Saqib Saleem, doppiato da Guido Di Naccio.
Nuovo agente addestrato da Vishwa.
- Shaan, interpretato da Sikandar Kher doppiato da Ruggero Andreozzi.
Fedele agente di Zooni.
- Chacko, interpretato da Shivankit Parihar, doppiato da Raffaele Carpentieri.
Amico d'infanzia di Bunny in orfanotrofio e agente di Vishwa.
- Ludo, interpretato da Soham Majumdar, doppiato da Nanni Baldini.
Esperto informatico e ideatore di gadget per Vishwa.

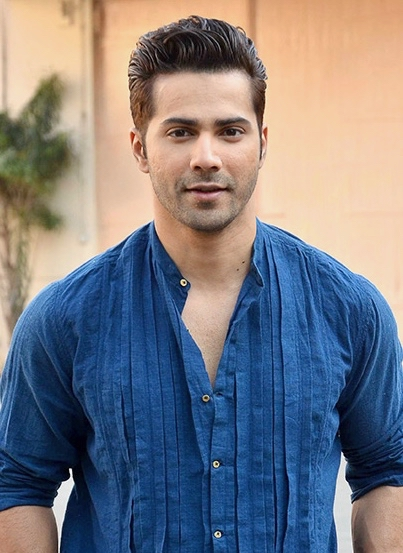
Varun Dhawan
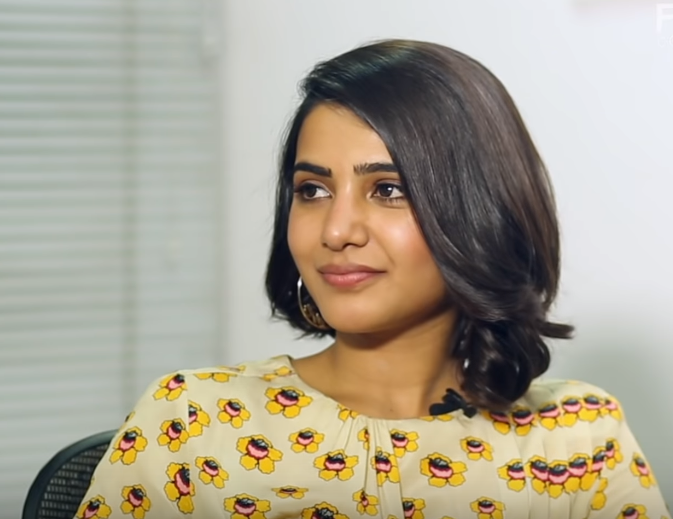
Samantha
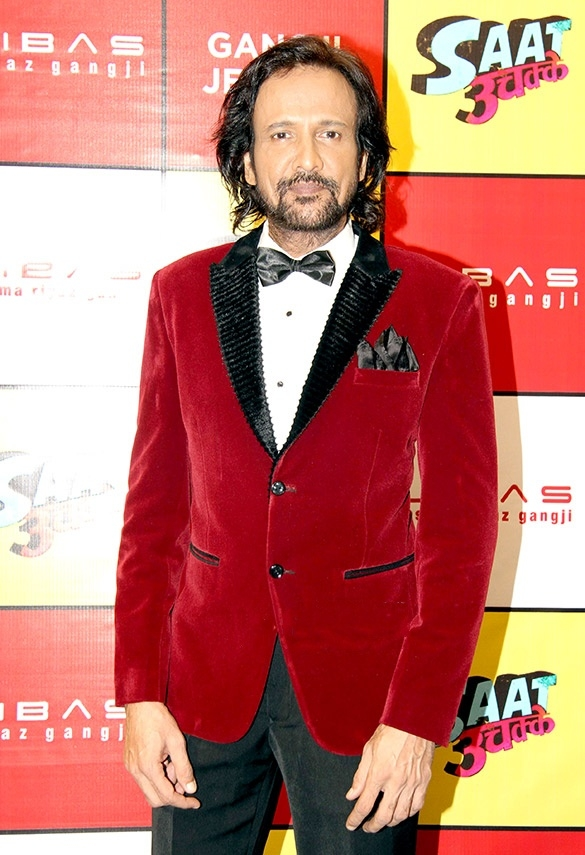
Kay Kay Menon
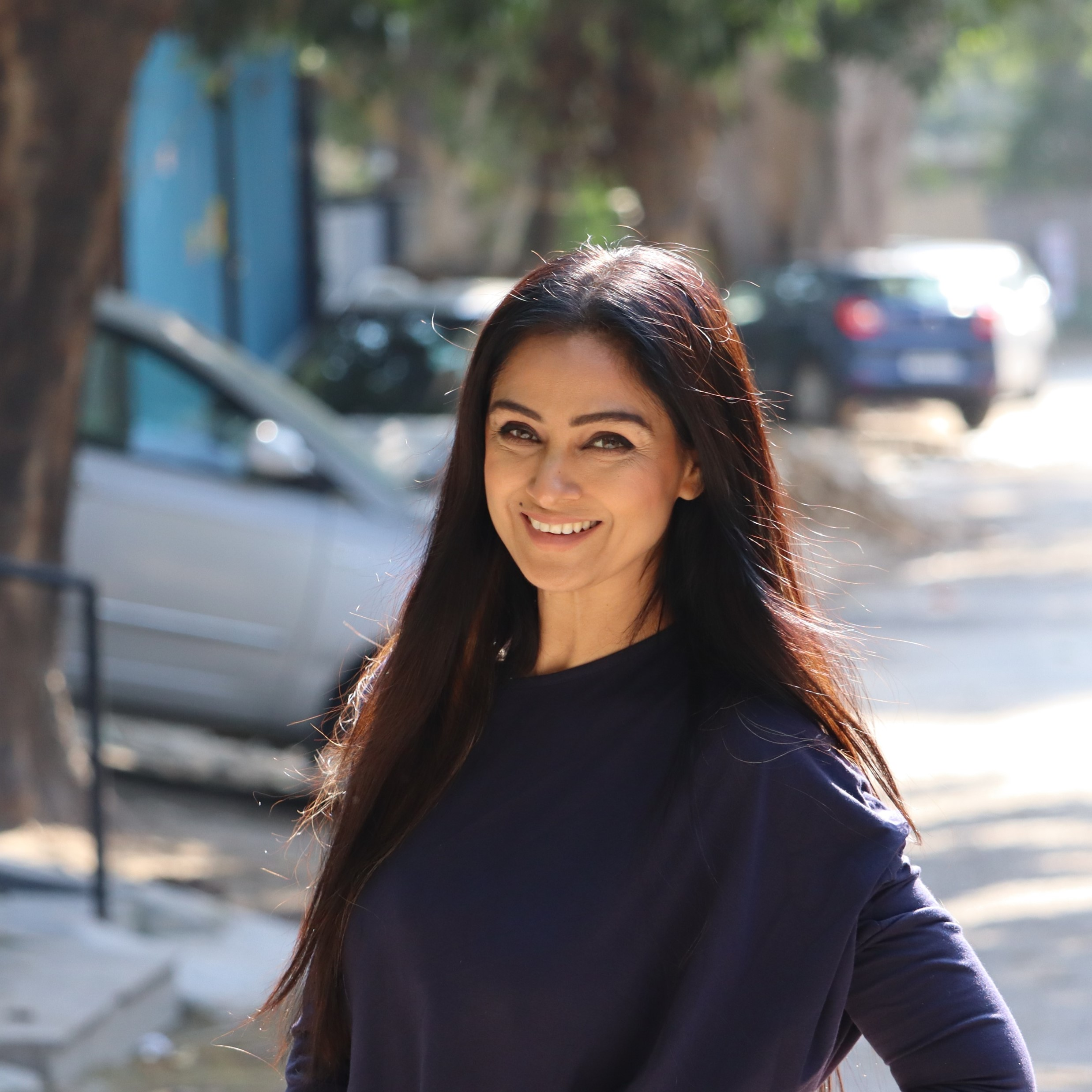
Simran
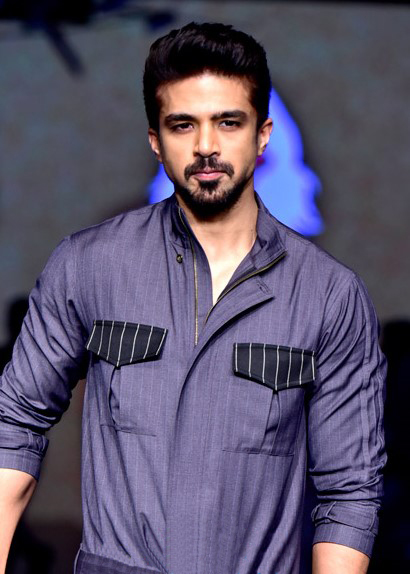
Saqib Saleem
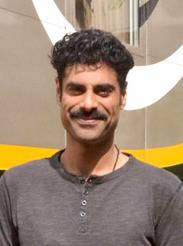
Sikander Kher

### Ricorrenti
- Nakul, interpretato da Armaan Khera, doppiato da Gabriele Vender.
Agente di Vishwa, fedele a KD.
- Dott. Rahgu, interpretato da Thalaivasal Vijay, doppiato da Paolo Marchese.
Fondatore della UA-Tech che lavora con Citadel per creare nuove tecnologie all'avanguardia.
- Pratapa Rudra Raj, interpretato da Yash Puri, doppiato da Davide Albano.
Fratello maggiore di Honey.
- Raja Narasimharaja Pratap, interpretato da Mukhtar Khan.
Padre di Honey e Pratapa.

### Guest star
- Vivek, interpretato da Shashank Vyas, doppiato da Federico Viola.
Comproprietario di un bar insieme a Honey che Nadia vede come uno zio.
- David D'Souza, interpretato da Parmeet Sethi, doppiato da Saverio Indrio.
Uomo giunto a Bombay per trattare un congegno di alta tecnologia che Vishwa intende rubare.
- Dott. Pavel, interpretato da Izudin Bajrovic, doppiato da Fabrizio Temperini.
Creatore dell'Armada.
- Signor Jiming, interpretato da Michael Teh.
Leader cinese di Manticore che consiglia a Vishwa di reclutare il più grande fabbricante di armi al mondo: Ettore Zani.

## Produzione
Nel dicembre 2022 Anthony e Joe Russo hanno annunciato uno spin-off indiano di Citadel.
Nell'aprile 2025 Amazon ha cancellato la serie.

### Casting
Nel dicembre 2022 Varun Dhawan è stato annunciato nel ruolo del protagonista mentre nel gennaio 2023 Samantha Ruth Prabhu in quello di coprotagonista. Nel marzo 2024 è stato svelato il resto del cast: Kay Kay Menon, Simran, Saqib Saleem, Sikandar Kher, Soham Majumdar, Shivankit Parihar e Kashvi Majmundar.

### Riprese
La lavorazione è iniziata nel gennaio 2023 a Mumbai e nei mesi seguenti in Serbia e in Sudafrica. Le riprese sono terminate il 13 luglio 2023.

## Distribuzione
La serie è stata distribuita su Prime Video il 7 novembre 2024.

### Edizione italiana
La direzione del doppiaggio è a cura di Sandro Acerbo, su dialoghi di Valerio Piccolo, per conto di CDC Sefit Group.

## Accoglienza

### Critica
La prima stagione ha ricevuto recensioni generalmente positive dalla critica. Rotten Tomatoes riporta l'80% delle recensioni professionali positive, con un voto medio di 6,10 su 10 basato su 15 critiche.

## Riconoscimenti
- 2025 – Critics' Choice Awards[12]
  - Candidatura alla miglior serie straniera